# 毛玉 (動物)

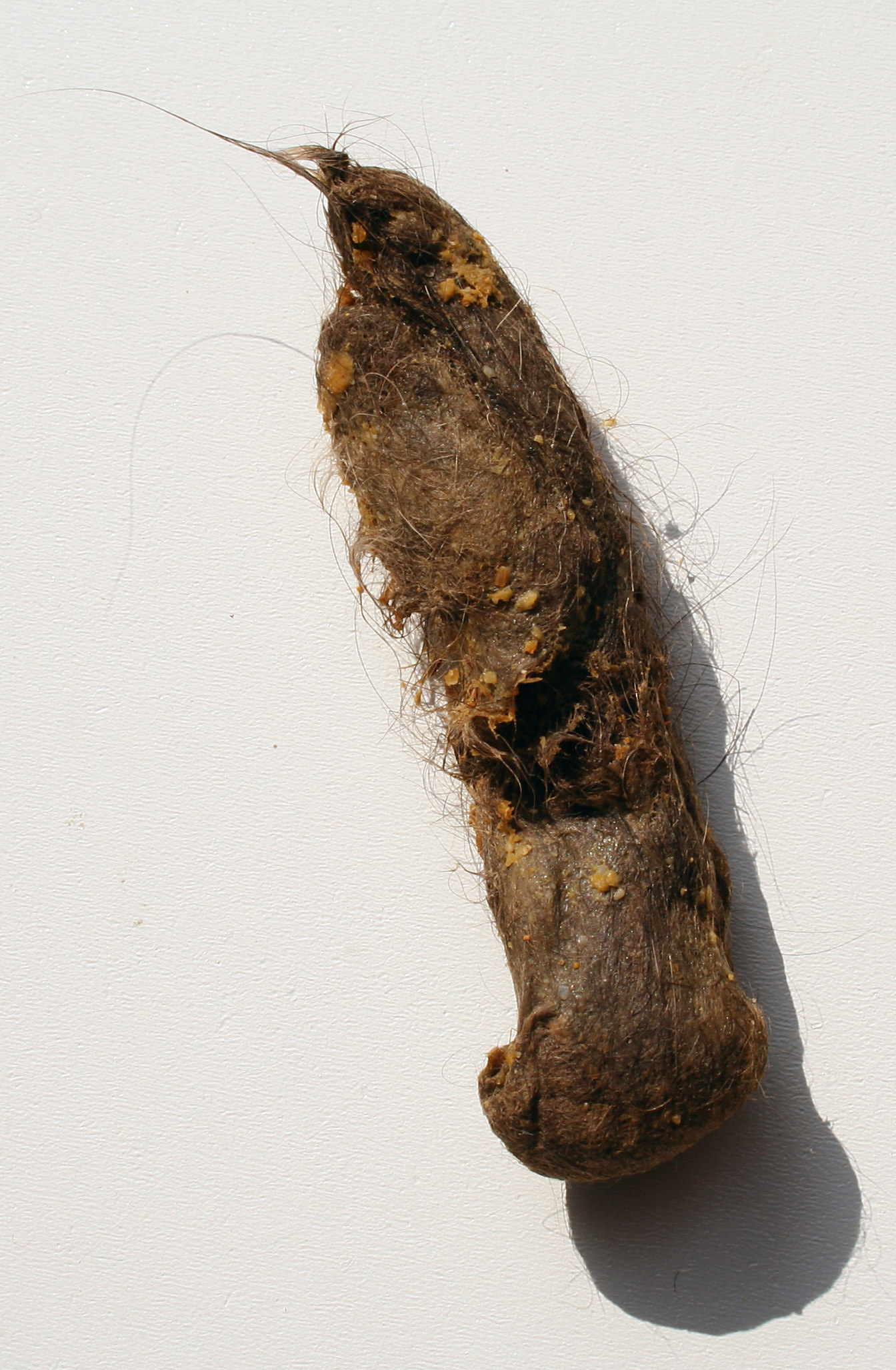
メインクーンの毛玉（10 cm）

毛玉（けだま、英語: hairball）は、動物の胃の中で形成される毛や毛皮の小さな塊であり（人間には珍しい）、時に大きくなり過ぎると嘔吐に至る。
毛玉は主に毛の詰まった細長い筒状の塊だが、飲み込まれた食べ物のような他の物が含まれていることもある。毛玉はリンパ肉腫、結核、脾臓の腫瘍、胃の異常と間違われることがある。
ネコ科の動物は自身の毛皮を舐めて毛を摂取して育つので、特に毛玉を形成しやすい。また、ウサギはネコと同じように毛繕いをするため毛玉を作りがちだが、吐き戻せないため特に危険である。ウサギの消化器系は非常に脆弱であるため、ウサギの毛玉は直ちに治療しなければならず、摂食をやめ脱水により最終的に死亡する可能性がある。チンチラも毛球症を起こすことがある。牛も毛玉の蓄積が知られているが、嘔吐しないため通常死後にかなり大きくなった状態で発見される。

## 臨床的意義
毛髪胃石は毛髪の摂取により形成されるベゾアール（胃腸系に閉じ込められた塊）であり、しばしば毛状突起症（強毛の引っ張り）に関係している。稀な症例だが、検出されなければ致命的になる可能性があり、外科的介入がしばしば必要とされる。

## 文化と社会
ヒトでは稀ではあるものの、いくつかの毛玉が報告されている。これらの毛玉は髪の毛が胃の中に集まり、胃粘膜の表面上の摩擦の結果として吐出されないときに生じる。毛玉は食毛症、抜毛症、および異食症の結果としてしばしば若い女児に見られる。2003年、カナダアルバータ州レッドディアの3歳の少女が、グレープフルーツほどの毛玉を外科的に胃から除去した。2006年に、アメリカ合衆国イリノイ州シカゴの18歳の女性から4.5 kgの毛玉が外科的に胃から取り除かれた。そして、2014年にキルギスタンの18歳の胃から9ポンドの毛玉が取り除かれた。毛玉はヒトの消化器系では消化したり通過することができず、その存在を把握していても嘔吐が毛玉の除去に効果的でない可能性があり、ヒトにとっても毛玉は非常に危険で、消化器系の様々な障害につながる可能性がある。